# Маркус Берг
Маркус Берг (швед. Marcus Berg, нар. 17 серпня 1986, Турсбю) — шведський футболіст, нападник клубу «Гетеборг» та національної збірної Швеції.

## Клубна кар'єра
Народився 17 серпня 1986 року в місті Торсбю. Вихованець футбольної школи клубу «Гетеборг». Дорослу футбольну кар'єру розпочав 2005 року в основній команді того ж клубу, в якій провів два сезони, взявши участь у 53 матчах чемпіонату. Протягом цих років виборов титул чемпіона Швеції.
Своєю грою за цю команду привернув увагу представників тренерського штабу клубу «Гронінген», до складу якого приєднався 2007 року. Відіграв за команду з Гронінгена наступні два сезони своєї ігрової кар'єри. Більшість часу, проведеного у складі «Гронінгена», був основним гравцем атакувальної ланки команди. У складі «Гронінгена» був одним з головних бомбардирів команди, маючи середню результативність на рівні 0,57 голу за гру першості.
У 2009 році уклав контракт з клубом «Гамбург», у складі якого провів наступний рік своєї кар'єри гравця. Граючи у складі «Гамбурга» також здебільшого виходив на поле в основному складі команди.
З 2010 року один сезон захищав кольори команди клубу ПСВ, де грав на правах оренди. Тренерським штабом нового клубу також розглядався як гравець «основи», після чого у 2011 році повернувся до «Гамбурга», де провів ще два сезони, але основним гравцем не був.
Своєю грою за останню команду привернув увагу представників тренерського штабу грецького «Панатінаїкоса», до складу якого приєднався в липні 2013 року. Відіграв за клуб з Афін наступні чотири сезони своєї ігрової кар'єри. Більшість часу, проведеного у складі «Панатінаїкоса», був основним гравцем атакувальної ланки команди і одним з головних бомбардирів команди, маючи середню результативність на рівні 0,66 голу за гру першості. У сезоні 2016/17 з 22 голами став найкращим бомбардиром грецької Суперліги.
28 червня 2017 року за 3 млн євро перейшов у еміратський «Аль-Айн». У першому ж сезоні виграв з командою «золотий дубль». Станом на 17 травня 2018 року відіграв за еміратську команду 21 матч в національному чемпіонаті.

## Виступи за збірні
Протягом 2006–2009 років залучався до складу молодіжної збірної Швеції. На молодіжному рівні зіграв у 19 офіційних матчах, забив 8 голів.
У 2008 році дебютував в офіційних матчах у складі національної збірної Швеції. У складі збірної був учасником чемпіонату Європи 2016 року у Франції та чемпіонату світу 2018 року у Росії. Наразі провів у формі головної команди країни 90 матчів, забивши 24 голи.

## Статистика виступів

### Статистика клубних виступів
| Сезон                    | Команда                  | Чемпіонат                | Чемпіонат | Чемпіонат | Національний кубок | Національний кубок | Національний кубок | Континентальні кубки | Континентальні кубки | Континентальні кубки | Інші змагання | Інші змагання | Інші змагання | Усього | Усього |
| Сезон                    | Команда                  | Ліга                     | Ігор      | Голів     | Ліга               | Ігор               | Голів              | Ліга                 | Ігор                 | Голів                | Ліга          | Ігор          | Голів         | Ігор   | Голів  |
| ------------------------ | ------------------------ | ------------------------ | --------- | --------- | ------------------ | ------------------ | ------------------ | -------------------- | -------------------- | -------------------- | ------------- | ------------- | ------------- | ------ | ------ |
| 2005                     | «Гетеборг»               | A                        | 14        | 3         | КШ                 | 0                  | 0                  | -                    | -                    | -                    | -             | -             | -             | 14     | 3      |
| 2006                     | «Гетеборг»               | A                        | 22        | 4         | КШ                 | 0                  | 0                  | -                    | -                    | -                    | -             | -             | -             | 22     | 4      |
| 2007                     | «Гетеборг»               | A                        | 17        | 14        | КШ                 | 0                  | 0                  | -                    | -                    | -                    | -             | -             | -             | 17     | 14     |
| Усього за «Гетеборг»     | Усього за «Гетеборг»     | Усього за «Гетеборг»     | 53        | 21        |                    | 0                  | 0                  |                      |                      |                      |               |               |               | 53     | 21     |
| 2007–08                  | «Гронінген»              | E                        | 25        | 15        | КН                 | 0                  | 0                  | КУЄФА                | 1                    | 0                    | -             | -             | -             | 26     | 15     |
| 2008–09                  | «Гронінген»              | E                        | 31+4      | 17+5      | КН                 | 3                  | 4                  | -                    | -                    | -                    | -             | -             | -             | 38     | 26     |
| Усього за «Гронінген»    | Усього за «Гронінген»    | Усього за «Гронінген»    | 60        | 37        |                    | 3                  | 4                  |                      | 1                    | 0                    |               |               |               | 64     | 41     |
| 2009–10                  | «Гамбург»                | БЛ                       | 30        | 4         | КН                 | 1                  | 0                  | ЛЄ                   | 13                   | 6                    | -             | -             | -             | 44     | 10     |
| 2010–11                  | ПСВ                      | E                        | 25        | 8         | КН                 | 3                  | 1                  | ЛЄ                   | 13                   | 2                    | -             | -             | -             | 41     | 11     |
| 2011–12                  | «Гамбург»                | БЛ                       | 13        | 1         | КН                 | 1                  | 1                  | -                    | -                    | -                    | -             | -             | -             | 14     | 2      |
| 2012–13                  | «Гамбург»                | БЛ                       | 11        | 0         | КН                 | 1                  | 1                  | -                    | -                    | -                    | -             | -             | -             | 12     | 1      |
| Усього за «Гамбург»      | Усього за «Гамбург»      | Усього за «Гамбург»      | 54        | 5         |                    | 3                  | 2                  |                      | 13                   | 6                    |               |               |               | 70     | 13     |
| 2013–14                  | «Панатінаїкос»           | СЛ                       | 29+6      | 16        | КГ                 | 5                  | 7                  | -                    | -                    | -                    | -             | -             | -             | 40     | 23     |
| 2014–15                  | «Панатінаїкос»           | СЛ                       | 24        | 16        | КГ                 | 3                  | 1                  | ЛЧ+ЛЄ                | 2+4                  | 0+5                  | -             | -             | -             | 33     | 22     |
| 2015–16                  | «Панатінаїкос»           | СЛ                       | 27        | 17        | КГ                 | 4                  | 0                  | ЛЧ+ЛЄ                | 2+2                  | 1+1                  | -             | -             | -             | 35     | 19     |
| 2016–17                  | «Панатінаїкос»           | СЛ                       | 30        | 24        | КГ                 | 7                  | 3                  | ЛЄ                   | 7                    | 4                    | -             | -             | -             | 44     | 31     |
| Усього за «Панатінаїкос» | Усього за «Панатінаїкос» | Усього за «Панатінаїкос» | 116       | 73        |                    | 19                 | 11                 |                      | 17                   | 11                   |               | -             | -             | 152    | 95     |
| 2017–18                  | «Аль-Айн»                | ПЛ                       | 21        | 25        | КПЗ                | 2                  | 1                  | ЛЧ+ЛЧ                | 2+8                  | 0+7                  | -             | -             | -             | 33     | 33     |
| Усього за кар'єру        | Усього за кар'єру        | Усього за кар'єру        | 329       | 169       |                    | 30                 | 19                 |                      | 54                   | 26                   |               | -             | -             | 413    | 214    |

## Титули і досягнення

### Командні
- Чемпіон Швеції (1):

«Гетеборг»: 2007
- Володар кубка Греції (1):

«Панатінаїкос»: 2013-14
- Чемпіон ОАЕ (1):

«Аль-Айн»: 2017-18
- Володар кубка Президента ОАЕ (1):

«Аль-Айн»: 2017-18

### Особисті
- Найкращий бомбардир чемпіонату Швеції: 2007 (14 голів)
- Найкращий бомбардир чемпіонату Європи U-21: 2009 (7 голів)[2]
- Найкращий гравець чемпіонату Європи U-21 за версією УЄФА: 2009
- Найкращий бомбардир кубка Греції: 2013-14 (7 голів)
- Найкращий бомбардир чемпіонату Греції: 2016-17 (22 голи)
- Гравець місяця Аллсвенскан: серпень 2022[3]